# Чемпіонат світу з футболу 1994 (кваліфікаційний раунд, плей-оф КОНКАКАФ — ОФК)
Формат відбору на чемпіонат світу з футболу 1994 передбачав, що 
переможець відбіркового турніру зони ОФК і команда, що посіла друге місце у відборі в зоні КОНКАКАФ, проводили між собою дві гри у форматі плей-оф. Переможець цього протистояння ставав учасником наступного раунду плей-оф, у якому в боротьбі проти представника КОНМЕБОЛ визначався володар однієї путівки вже безпосередньо до фінальної частини світової першості.
Учасниками плей-оф стали збірні Австралії та Канади. Вони провели між собою два матчі, відповідно на Стадіоні Співдружності в Едмонтоні та на Сіднейському футбольному стадіоні. Матчі завершилися з однаковим рахунком 2:1 на користь господарів, тож переможець плей-оф визначався в серії пенальті, в якій вправнішими виявилися футболісти Австралії.
Утім у наступному раунді плей-оф австралійці не змогли здолати збірну Аргентини, тож, як і канадці, до фінальної частини чемпіонату світу не пробилися.

## Шлях до плей-оф
Канада пройшла до плей-оф як команда, що посіла друге місце у відбірковому турнірі в зоні КОНКАКАФ. За відсутності збірної США, яка не брала участі у відборі, адже була господаркою фінальної частини мундіалю, перемогу у відборі і відповідно пряму путівку на турнір прогнозовано здобула команда Мексики. За друге місце, що надавало право участі у плей-оф, у фінальному раунді континентального відбору з Канадою боролися збірні Гондурасу і Сальвадору, яких канадці здолали в очних двобоях.
Результати змагань у відбірковому турнірі в зоні ОФК також були досить прогнозованими —збірна Австралії виграла усі матчі у своїй відбірковій групі, а в другому раунді відбіркового турніру не менш впевнено здолала команду Нової Зеландії і таким чином стала другим учасником плей-оф.

## Перша гра
Перша гра плей-оф відбулася на Стадіоні Співдружності в Едмонтоні 31 липня 1993 року за присутності 27 775 глядачів. Перебіг і результат гри значною мірою визначив епізод, що відбувся вже на 17-ій хвилині, коли австралійський воротар Роберт Забиця врізався у нападника суперників Дейла Мітчелла, за що був вилучений з поля. За відсутності у складі австралійців досвідченого Марка Боснича, який заради збірної не залишив «Астон Віллу», на поле уперше у своїй кар'єрі вийшов молодий Марк Шварцер, який згодом на багато років стане основним голкіпером Австралії і проведе у її складі понад 100 ігор. Воротар змінив захисника Милана Благоєвича і решту матчу канадці мали чисельну перевагу.
Попри це повели у рахунку їх суперники — наприкінці першого тайму канадський захисник Нік Дасович відзначився автоголом. Проте вже в дебюті другого таймі його партнерам по команді вдалося не лише зрівняти рахунок, але й вийти уперед. За півгодини, що лишалися до завершення гри, послаблена команда Австралії більше була зосереджена на захисті власних воріт, ніж на спробах відновити рівновагу в рахунку.

### Деталі
| 31 липня 1993 20:30 UTC–6 Перша гра |

| Канада                 | 2–1      | Австралія        |
| ---------------------- | -------- | ---------------- |
| Вотсон 50' Мобіліо 57' | Протокол | Дасович 44' (аг) |

| Стадіон Співдружності, Едмонтон Глядачів: 27,775 Арбітр: Артуро Брісіо Картер (Мексика) |

| Канада | Австралія |

| ВР               |  | Крейг Форрест    |     |
| ЗХ               |  | Френк Єллоп      |     |
| ЗХ               |  | Марк Вотсон      |     |
| ЗХ               |  | Нік Дасович      | 45' |
| ЗХ               |  | Майк Свіні       |     |
| ПЗ               |  | Ліндон Гупер     |     |
| НП               |  | Дейл Мітчелл     |     |
| ЗХ               |  | Колін Міллер (к) |     |
| НП               |  | Алекс Банбері    |     |
| НП               |  | Доменік Мобіліо  |     |
| ПЗ               |  | Янніс Лімніатіс  | 45' |
| Заміни:          |  |                  |     |
| НП               |  | Карл Велентайн   | 45' |
| ПЗ               |  | Норм Одінга      | 45' |
| Головний тренер: |  |                  |     |
| Боб Ленардуцці   |  |                  |     |

| ВР               |  | Роберт Забиця     | 17' |
| ЗХ               |  | Нед Зелич         |     |
| ПЗ               |  | Пол Окон          |     |
| ПЗ               |  | Роббі Слейтер     |     |
| ЗХ               |  | Милан Благоєвич   | 17' |
| ЗХ               |  | Алекс Тобін       |     |
| НП               |  | Френк Фаріна      |     |
| ПЗ               |  | Ауреліо Відмар    | 70' |
| НП               |  | Грем Арнольд (к)  |     |
| ПЗ               |  | Джейсон ван Блерк |     |
| ЗХ               |  | Мехмет Дуракович  |     |
| Заміни:          |  |                   |     |
| ВР               |  | Марк Шварцер      | 17' |
| ПЗ               |  | Джейсон Полак     | 70' |
| Головний тренер: |  |                   |     |
| Едді Томсон      |  |                   |     |

## Друга гра
Гру-відповідь, що відбулася 15 серпня 1993 року, приймав Сіднейський футбольний стадіон, на трибунах якого зібралося 25 982 глядачі. За їх підтримки австралійці, яким необхідно було відігруватися після першого матчу, активно пішли в атаку і за результатами першого тайму мали перевагу 10:1 за ударами. Однак надійно грав голкіпер канадців і така активність Австралії у нападі була винагороджена лише перед свистком на перерву, коли успішним став удар у падінні через себе Френка Фаріни.
По перерві на полі з'явився Карл Велентайн замість Доменіка Мобіліо, і канадці перебудували тактику гри, що принесло результат вже через 9 хвилин після відновлення гри, коли голом відзначився Ліндон Гупер. Господарі поля знову були змушені наздоганяти в рахунку, що їм врешті-решт вдалося на 77-ій хвилині, коли голом відзначився Мехмет Дуракович. Таким чином рахунок за сумою двох матчів зрівнявся, а згодом втримався до завершення другої гри. За регламентом було проведено два 15-хвилинні тайми додаткового часу, які переможця не виявили. Тож долю плей-оф визначила серія післяматчевих пенальті, героєм якої став молодий Марк Шварцер, який відбив удари Алекса Банбері і Майка Свіні, принісши таким чином перемогу Австралії.

### Деталі
| 15 серпня 1993 19:30 UTC+10 Друга гра |

| Австралія                         | 2–1      | Канада                    |
| --------------------------------- | -------- | ------------------------- |
| Фаріна 45' Дуракович 77'          | Протокол | Гупер 54'                 |
|                                   | Пенальті |                           |
| Вейд · А. Відмар · Тобін · Фаріна | 4–1      | Мітчелл · Банбері · Свіні |

| Сіднейський футбольний стадіон, Сідней Глядачів: 25,982 Арбітр: Сініхіро Обата (Японія) |

| Австралія | Канада |

| ВР               | 20 | Марк Шварцер      |      |
| ЗХ               | 19 | Тоні Відмар       |      |
| ЗХ               | 4  | Нед Зелич         | 100' |
| ПЗ               | 11 | Роббі Слейтер     | 76'  |
| ЗХ               | 13 | Мехмет Дуракович  |      |
| ЗХ               | 12 | Милан Благоєвич   |      |
| ЗХ               | 5  | Алекс Тобін       |      |
| НП               | 7  | Френк Фаріна      |      |
| ПЗ               | 8  | Ауреліо Відмар    |      |
| НП               | 9  | Грем Арнольд (к)  |      |
| ПЗ               | 10 | Джейсон ван Блерк |      |
| Заміни:          |    |                   |      |
| НП               |    | Дейв Мітчелл      | 76'  |
| ПЗ               |    | Пол Вейд          | 100' |
| Головний тренер: |    |                   |      |
| Едді Томсон      |    |                   |      |

| ВР               | 1  | Крейг Форрест    |      |
| ЗХ               | 2  | Френк Єллоп      |      |
| ЗХ               | 16 | Марк Вотсон      |      |
| ЗХ               | 3  | Майк Свіні       |      |
| ЗХ               | 5  | Ренді Семьюел    |      |
| ЗХ               | 4  | Нік Дасович      | 108' |
| ПЗ               | 8  | Ліндон Гупер     |      |
| НП               | 11 | Дейл Мітчелл     |      |
| ЗХ               | 6  | Колін Міллер (к) |      |
| НП               | 14 | Доменік Мобіліо  | 45'  |
| НП               | 9  | Алекс Банбері    |      |
| Заміни:          |    |                  |      |
| НП               |    | Карл Велентайн   | 45'  |
| НП               |    | Грант Нідгем     | 108' |
| Головний тренер: |    |                  |      |
| Боб Ленардуцці   |    |                  |      |